# Conops tristis
Conops tristis är en tvåvingeart som beskrevs av Chen 1939. Conops tristis ingår i släktet Conops och familjen stekelflugor. Inga underarter finns listade i Catalogue of Life.